# Barrière de la Tamise
La barrière de la Tamise (anglais : Thames Barrier) est la deuxième plus grande barrière contre les inondations marines après l'Oosterscheldekering aux Pays-Bas. Située en aval de Londres, sur la Tamise, elle a été installée pour empêcher la ville d'être inondée par les marées et les tempêtes maritimes.
La barrière doit être fermée (soulevée) pendant la marée haute. À marée descendante, elle peut être abaissée pour libérer l'eau. Sa rive nord est située à Silvertown dans le borough londonien de Newham et sa rive sud se trouve à New Charlton dans la région de Charlton, dans le district royal de Greenwich.
Le rapport de Hermann Bondi sur l'inondation causée par la mer du Nord en 1953 a joué un rôle dans la construction de cette barrière.
Elle est l'un des principaux lieux de l'intrigue du film La Grande Inondation, qui explore la possibilité d'une défaillance de la barrière.

## Géographie
Londres est vulnérable aux inondations. Une tempête peut venir de l'océan Atlantique et continuer en mer du Nord et dans la Manche.
Le Sud de l'Angleterre a tendance à s’affaisser, en réponse au rebond post-glaciaire dans la partie nord de la Grande-Bretagne (20 cm tous les 100 ans).

## Histoire
L'inondation de la Tamise en 1928 (en) fit 307 morts, mais la construction de la barrière de la Tamise n'a été décidée qu'à la suite de l'inondation de 1953, particulièrement dramatique aux Pays-Bas.

## Conception et réalisation
Elle a été inaugurée le 8 mai 1984 par la reine Élisabeth II.

## Fonctionnement
| Période              | Fermetures dues à la Marée | Fermetures dues à la Crue | Nombre de fermetures |
| -------------------- | -------------------------- | ------------------------- | -------------------- |
| 1982-1990            | 4                          | 4                         | 8                    |
| 1991-2000            | 22                         | 9                         | 31                   |
| 2001-2010            | 52                         | 28                        | 80                   |
| 2011-2020 (en cours) | 20                         | 46                        | 66                   |

Elle a été fermée à deux reprises le 9 novembre 2007 lors d'une tempête comparable à celle de 1953. Aux Pays-Bas, l'Oosterscheldekering et le Maeslantkering ont également été fermées ce jour-là.
Un accident a eu lieu le 27 octobre 1997. La drague MV sand Kite, opérant dans un épais brouillard, est entrée en collision avec l'un des piliers de la barrière. Tandis que le navire coulait, son chargement de 33 000 tonnes de gravier s'est déversé sur l'une des portes de la barrière, la mettant hors service. De plus, la peinture anti-corrosion a été endommagée. Les dommages occasionnés par cet incident ont été considérables.

## Futur
La barrière a été conçue pour servir jusqu'en 2030. Au moment de sa construction, la barrière devait être utilisée 2 à 3 fois par an. Au milieu des années 2000, elle fonctionnait 6 à 7 fois par an. Dans les années 2010, la barrière était généralement fermée deux fois par an, mais la moyenne est toujours de 6 à 7 en raison de la levée de la barrière 50 fois en 2013-14. Techniquement elle pourrait servir jusqu'en 2070 mais des études publiées en 2013, montrent que bientôt elle deviendra insuffisante,. Le ministère de l'environnement a répondu qu'il n'était pas prévu de la remplacer avant 2070. Toutefois différents projets sont périodiquement proposés.

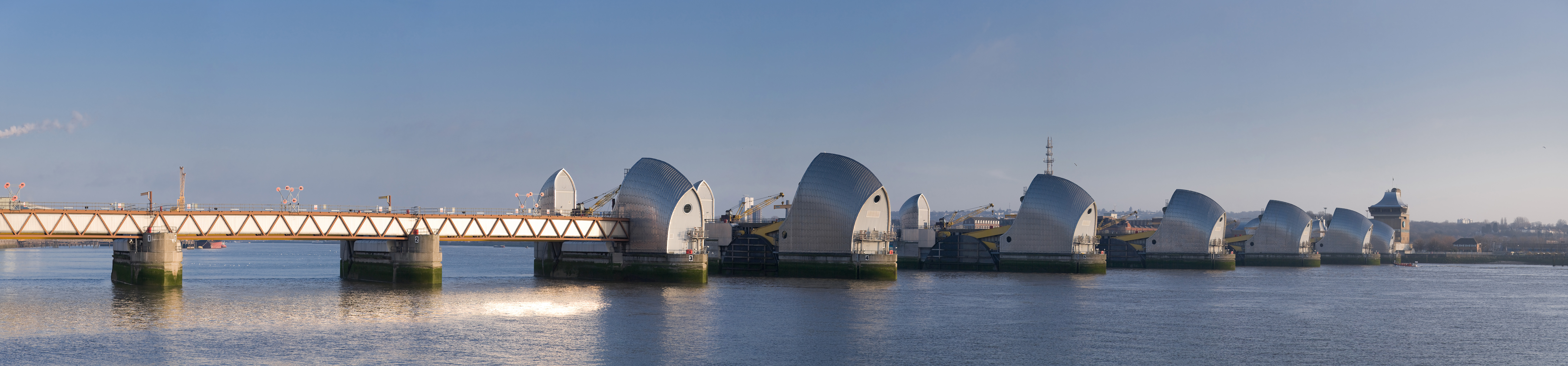
Panorama de la barrière de la Tamise.

## Galerie

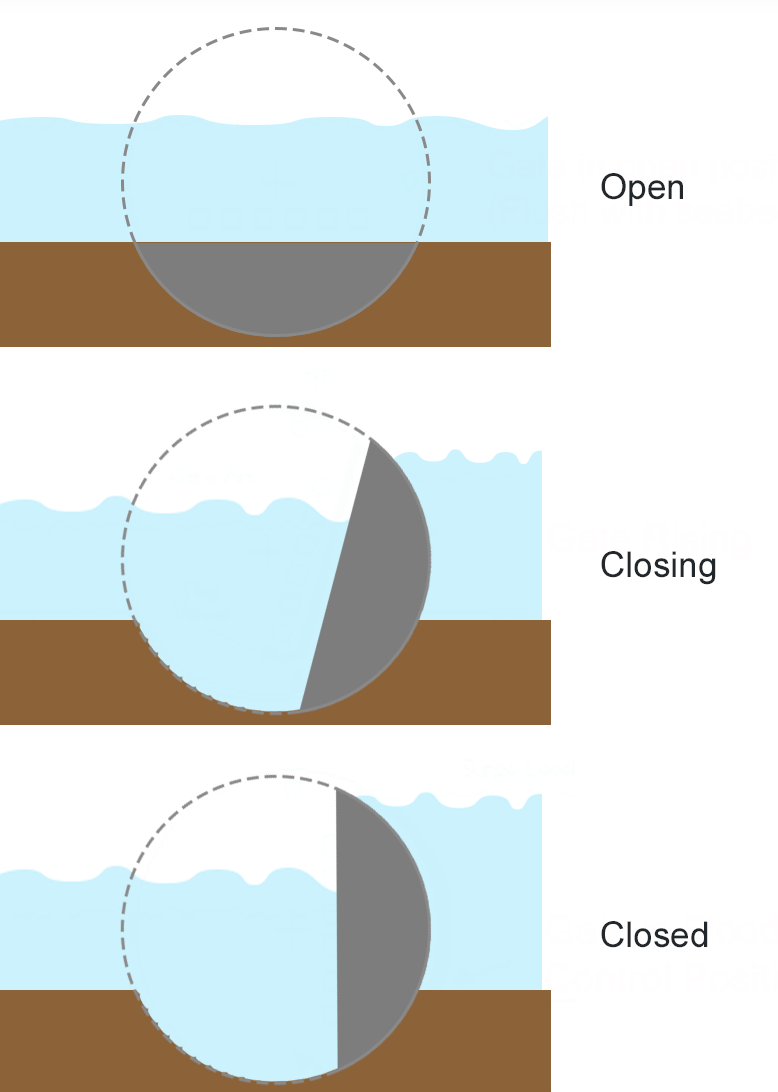
Schéma de fonctionnement
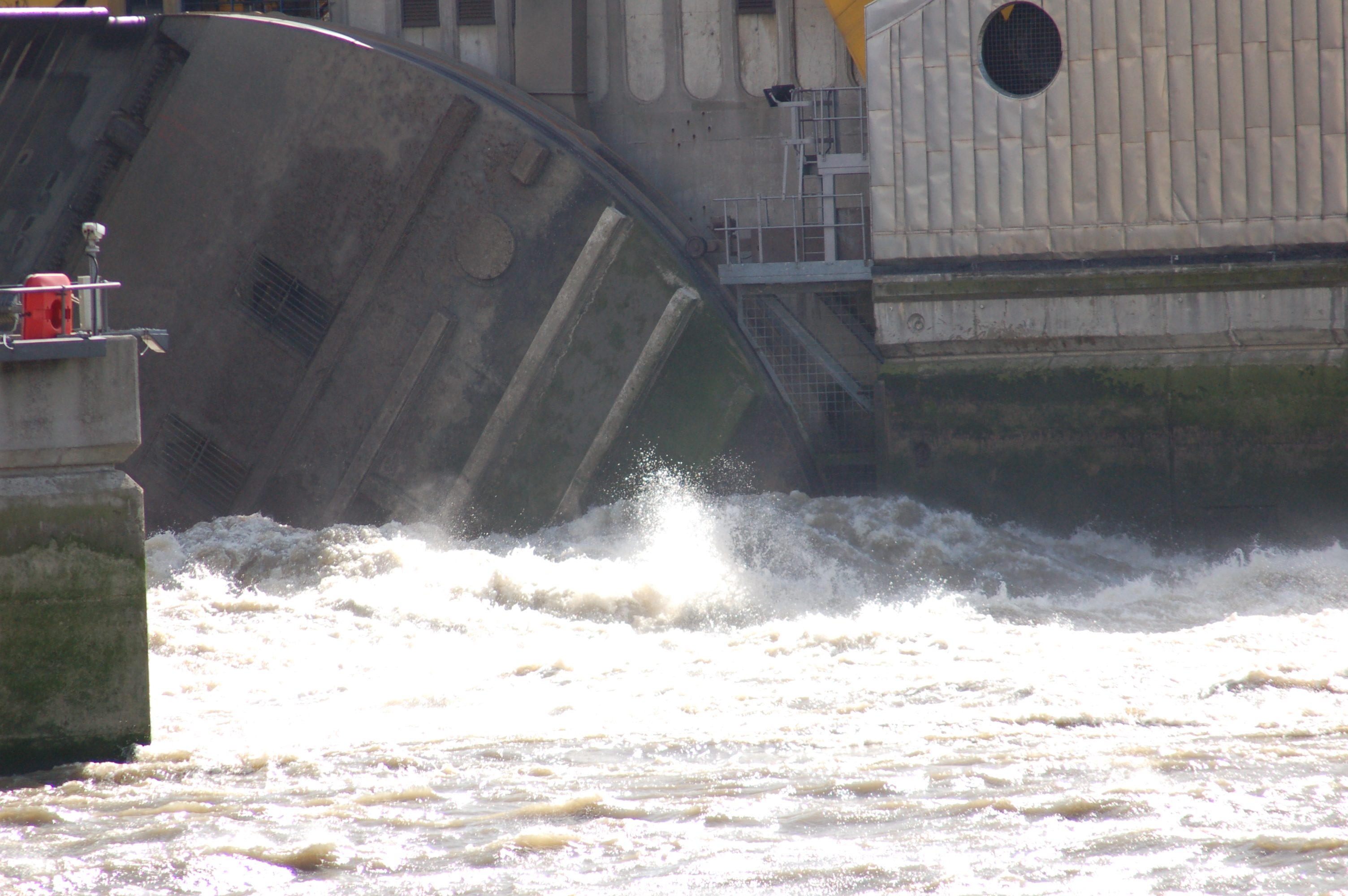
Porte abaissée, se trouve dans l'eau
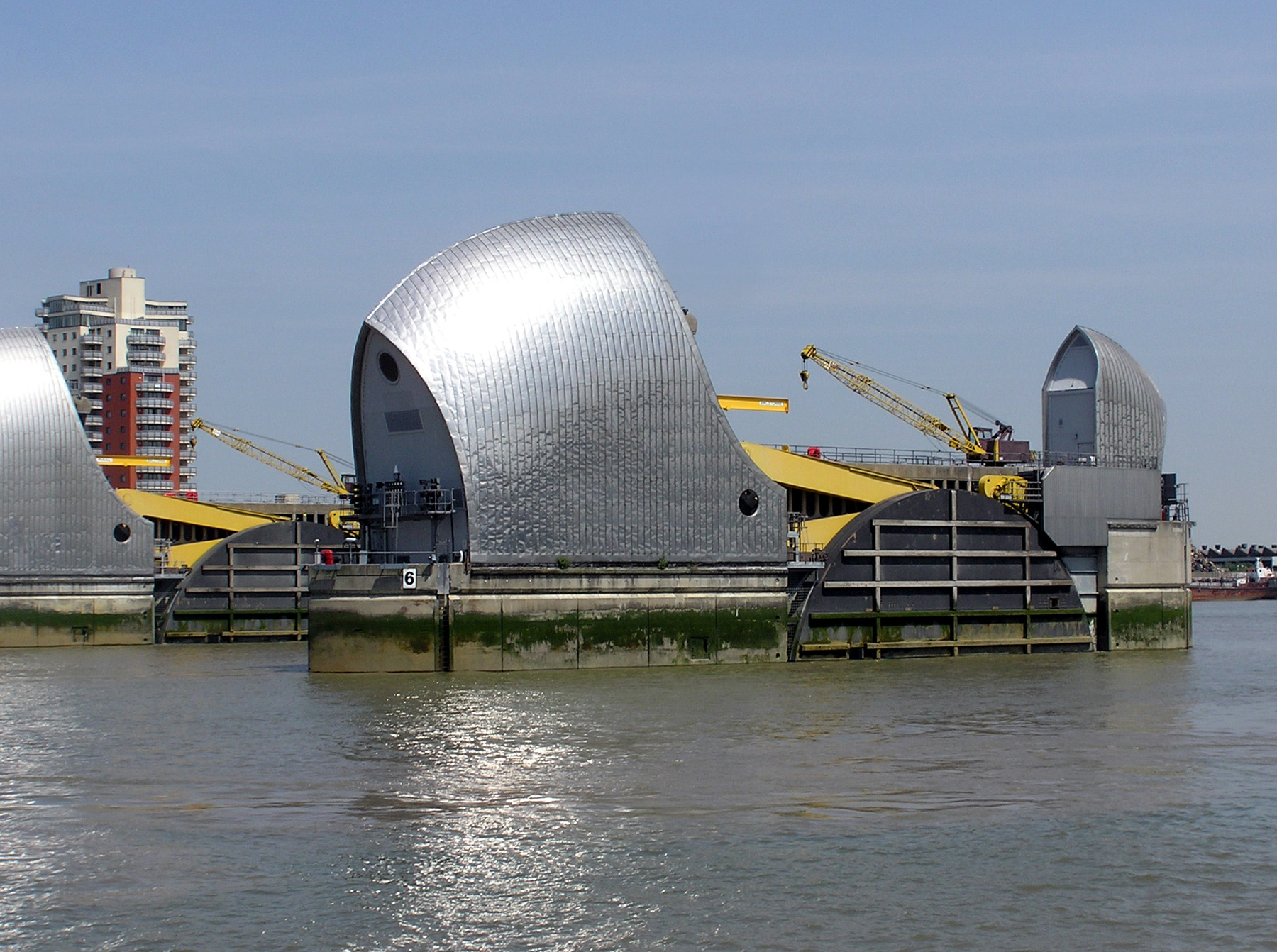
Pilier 6
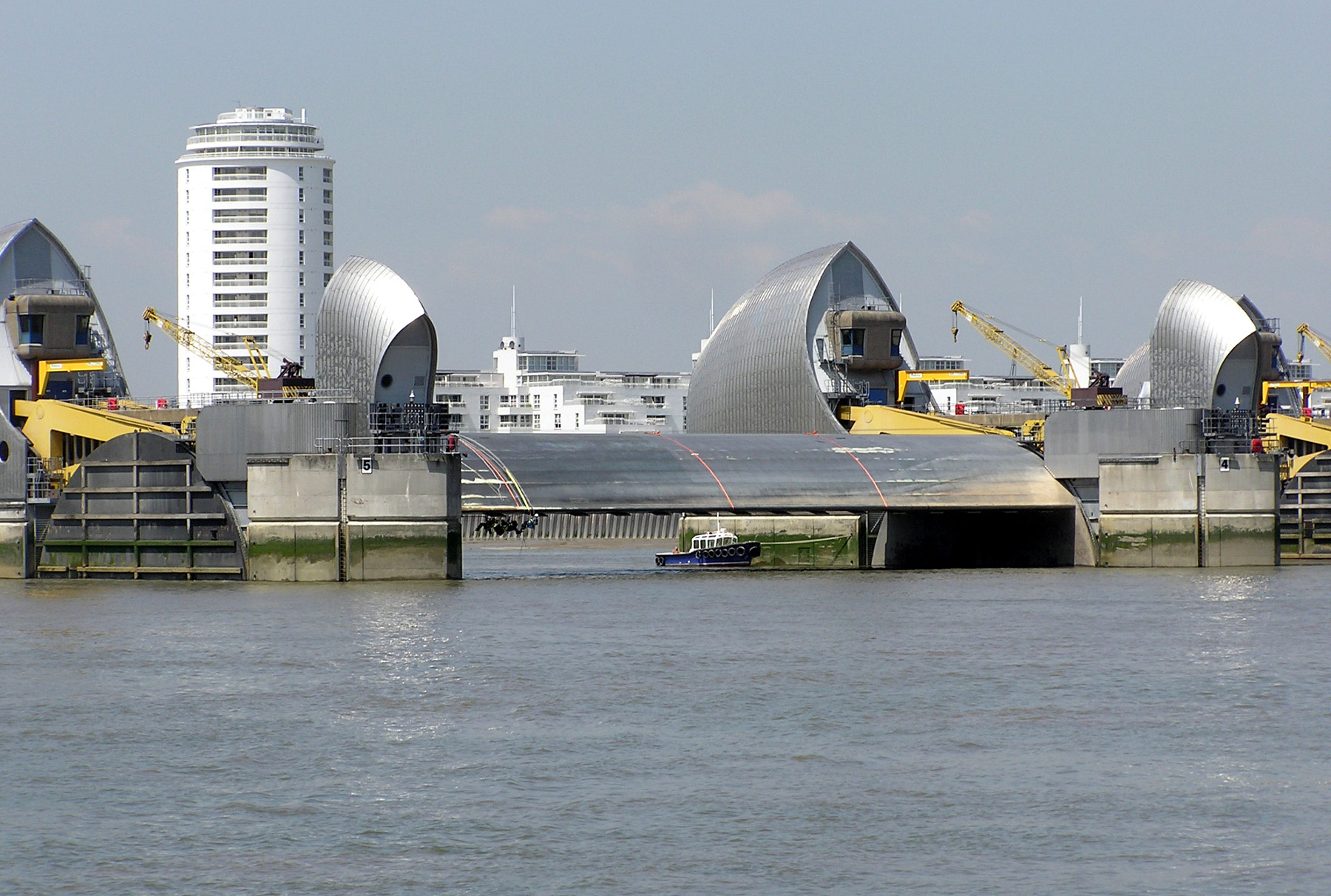
Porte élevée pour entretien
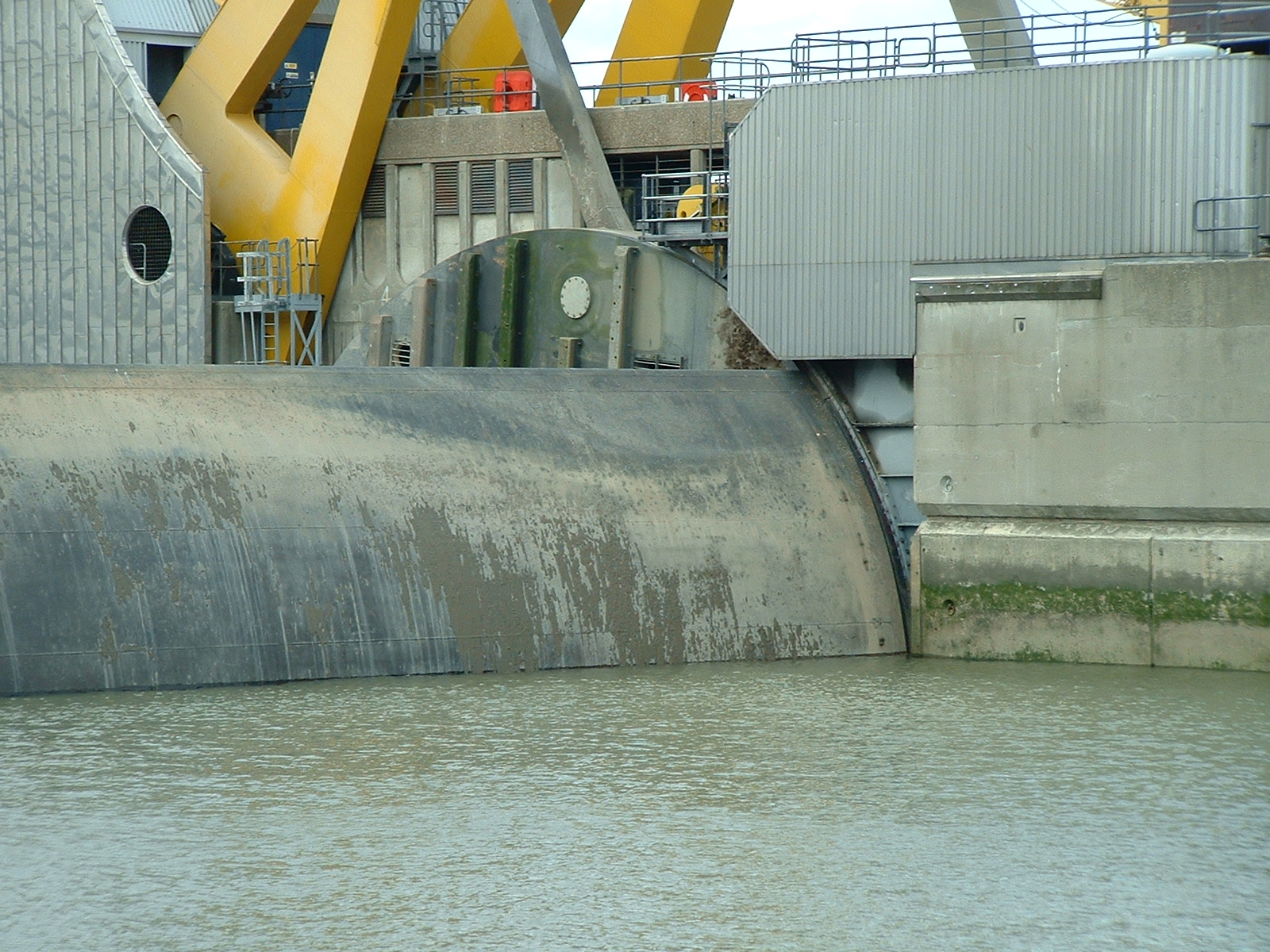
Une porte en position de fermeture
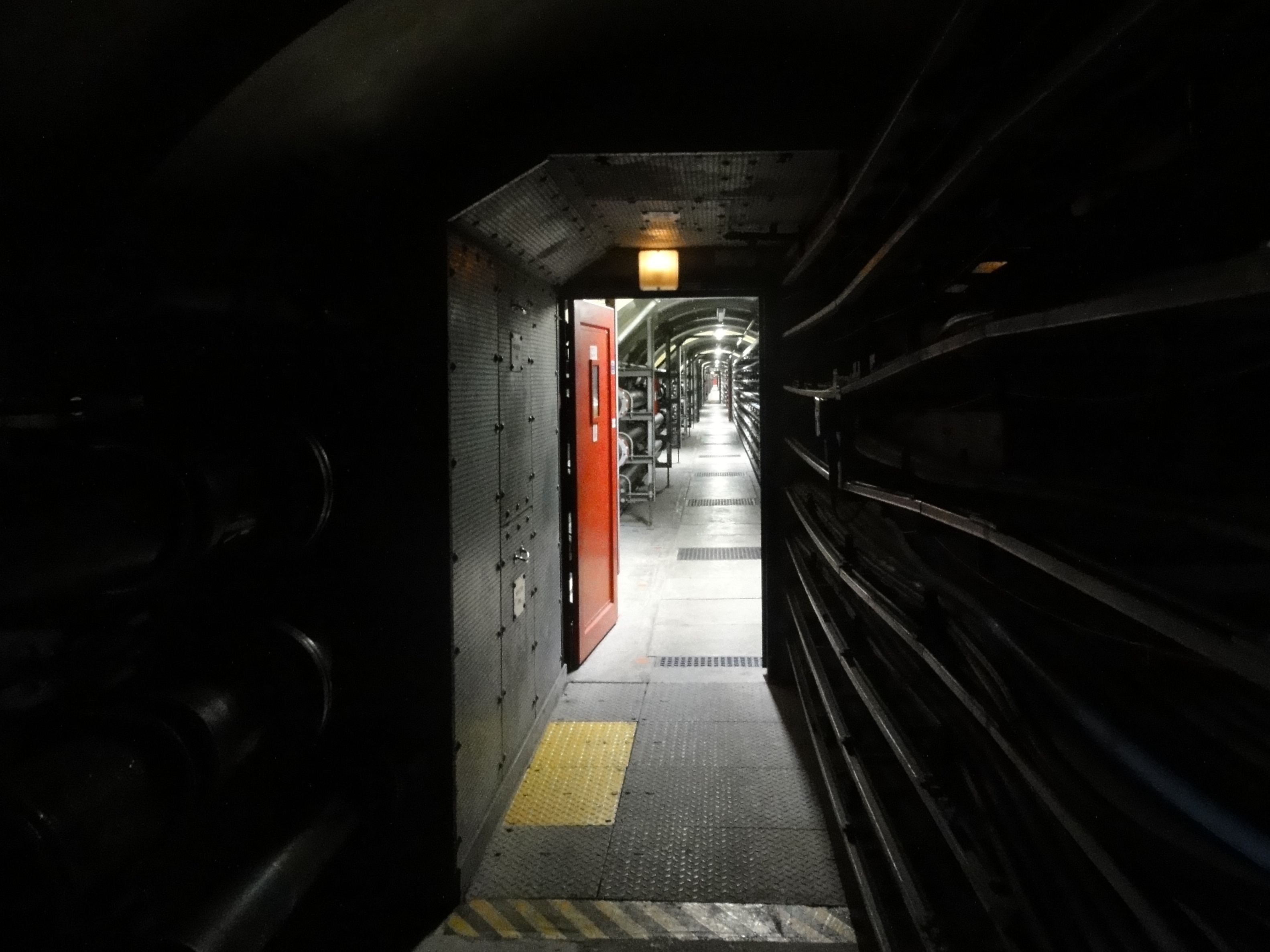
Tunnel passant sous la barrière